# Christian Pistorius
Christian Brandanus Hermann Pistorius (* 12. Mai 1763 oder 1765 in Poseritz; † 9. November 1823 in Garz/Rügen) war ein deutscher Schriftsteller und Übersetzer.

## Leben
Christian Pistorius, ältester Sohn des Poseritzer Präpositus Hermann Andreas Pistorius und dessen Frau Sophie Juliane, Tochter des Präpositus Christian Anton Brunnemann in Bergen auf Rügen, wurde von seinem Vater und Hauslehrern unterrichtet. Ohne eine höhere öffentliche Bildungseinrichtung besucht zu haben, wies er seine umfangreichen Kenntnisse in einer Reihe von wissenschaftlichen Arbeiten nach. Er schrieb Aufsätze für verschiedene Zeitschriften und fertigte Übersetzungen aus dem Lateinischen und Englischen. 
Wegen seiner instabilen Gesundheit lebte er bis zum Tode seines Vaters 1798 in dessen Haushalt. Dann zog er zu seinem Bruder Philipp Pistorius (1767–1823), der Pastor in Garz auf Rügen war, wo er zuletzt von seiner Schwägerin Charlotte Pistorius gepflegt wurde.

## Schriften (Auswahl)
- als Herausgeber: Abendzeitvertreib in unterhaltenden Schilderungen aus dem wirklichen Leben und vermischten Aufsätzen als Ersatz der Romanen-Lektüre. Stiller, Leipzig u. a. 1807, (Digitalisat).
- Übersetzungen aus dem Englischen
  - Joseph Priestley: Liturgie und Gebetsformeln zum öffentlichen Gottesdienst für Christen von allen Confessionen. Mit einer Vorrede: Ueber die Möglichkeit und den Werth eines allgemeinchristlichen Gottesdienstes. Nicolai, Berlin u. a. 1786, (Digitalisat; Forms of Prayer and other Offices for the Use of Unitarian Societies.).
  - Conyers Middleton: Vermischte Abhandlungen über einige wichtige theologische Gegenstände. Gräff, Leipzig 1793, (urn:nbn:de:gbv:3:1-215697; Miscellaneous Tracts.).
  - James Belsham (d. i.: William Belsham): Versuche über Gegenstände der Philosophie, Theologie, Litteratur und Politik. Lange, Berlin u. a. 1798, (Digitalisat; Essays, Philosophical and Moral, Historical and Literary.).
  - James Riley: Gefangenschaft und Reise in Afrika. Realschulbuchhandlung, Berlin 1817, (Loss of the American brig Commerce, wrecked on the western coast of Africa in the month of August 1815.).
- Übersetzungen aus dem Französischen
  - Charles de Brosses: Ueber den Dienst der Fetischengötter oder Vergleichung der alten Religion Egyptens mit der heutigen Religion Nigritiens. Lange, Berlin u. a. 1785, (Digitalisat; Du culte des dieux fétiches.).
- Übersetzungen aus dem Lateinischen
  - Marcus Annaeus Lucanus: Die Schlacht bei Pharsalia oder das siebente Buch des Lucan. s. n., Berlin 1802.
  - Aulus Persius Flaccus: Die dritte Satire des Persius. In: Pindars Pythische Siegsgesänge. Achter. Zur Ankündigung der Prüfungen im Johanneum am 6ten und 7ten October und zweier Abschiedsreden der Primaner Westphalen und Lappenberg am 6ten October. s. n., Hamburg 1812, ZDB-ID 1209990-9, S. 20–26.
  - Dionysius Cato’s Moralische Distichen. Metrisch übersetzt und stark vermehrt durch einen Anhang. Königliche Regierungs-Buchhandlung, Stralsund 1816.